# Anne-Sophie Barthet
Anne-Sophie Barthet (Tolosa, 23 febbraio 1988) è un'ex sciatrice alpina francese.

## Biografia

### Stagioni 2004-2007
Attiva in gare FIS dal novembre del 2003, la Barthet ha esordito in Coppa Europa l'11 dicembre 2004 a Schruns in slalom gigante e in Coppa del Mondo il 22 ottobre 2005 a Sölden nella medesima specialità, in entrambi i casi senza completare la prova; l'11 dicembre 2005 ha conquistato i primi punti in Coppa del Mondo, con il 26º posto ottenuto nello slalom speciale di Aspen.
Nel 2006 è stata convocata per i XX Giochi olimpici invernali di Torino 2006, suo esordio olimpico, in cui ha ottenuto il 34º posto nello slalom speciale e non ha concluso la gara di combinata. Nel 2007 ha colto il suo primo podio in Coppa Europa, il 18 gennaio a Sankt Moritz in discesa libera (2ª), e ha debuttato ai Campionati mondiali: nella rassegna iridata di Åre si è classificata 19ª nello slalom speciale, 22ª nella supercombinata e non ha completato il supergigante.

### Stagioni 2008-2013
L'8 dicembre 2007 ha subito un grave infortunio. Ad Aspen si disputava la discesa libera in condizioni da molti giudicate proibitive dopo due giorni di fitte nevicate. La caduta di Alexandra Meissnitzer, che ha indotto la nazionale austriaca a ritirare le proprie atlete, non ha comunque interrotto la competizione, sospesa solo dopo la caduta della francese, scesa con il numero 37. La Barthet nell'incidente ha subito la dislocazione della rotula e la rottura dei legamenti del ginocchio, infortunio che l'ha tenuta lontano dalle gare fino all'inizio della stagione 2008-2009.
Nel 2009 ha conquistato la medaglia d'argento nello slalom gigante alla XXIV Universiade invernale, mentre l'anno dopo ha partecipato allo slalom speciale olimpico di Vancouver 2010, chiuso con il 26º tempo. Ai Mondiali di Garmisch-Partenkirchen 2011 è stata 19ª nello slalom gigante e 14ª nello slalom speciale, mentre nella successiva rassegna iridata, Schladming 2013, si è classificata 20ª nello slalom gigante, 24ª nello slalom speciale e 16ª nella supercombinata.

### Stagioni 2014-2019
Il 12 dicembre 2013 la sciatrice francese si è aggiudicata la sua prima gara di Coppa Europa, salendo sul gradino più alto del podio nello slalom gigante di Andalo/Paganella; ai XXII Giochi olimpici invernali di Soči 2014, sua ultima presenza olimpica, si è classificata 14ª nello slalom gigante e 18ª nello slalom speciale. Due stagioni dopo, il 28 febbraio 2016, ha ottenuto il suo unico podio in Coppa del Mondo piazzandosi al 3º posto nella combinata disputata a Soldeu; ai Mondiali di Sankt Moritz 2017 si è classificata 23ª nello slalom speciale e 12ª nella combinata.
Il 7 dicembre 2018 ha ottenuto la sua ultima vittoria, nonché ultimo podio, in Coppa Europa, a Lillehammer Kvitfjell in combinata; il 24 febbraio 2019 ha disputato la sua ultima gara in Coppa del Mondo, la combinata di Crans-Montana che non ha completato. Ai Mondiali di Åre 2019, suo congedo iridato, è stata 11ª nella combinata; si è ritirata al termine di quella stessa stagione e la sua ultima gara in carriera è stata lo slalom speciale dei Campionati francesi 2019, il 25 marzo ad Auron, chiuso dalla Barthet al 5º posto.

## Palmarès

### Universiadi
- 1 medaglia:
  - 1 argento (slalom gigante a Harbin 2009)

### Coppa del Mondo
- Miglior piazzamento in classifica generale: 32ª nel 2016
- 1 podio:
  - 1 terzo posto

### Coppa Europa
- Miglior piazzamento in classifica generale: 10ª nel 2014
- 9 podi:
  - 4 vittorie
  - 3 secondi posti
  - 2 terzi posti

#### Coppa Europa - vittorie
| Data             | Località              | Paese    | Specialità |
| ---------------- | --------------------- | -------- | ---------- |
| 12 dicembre 2013 | Andalo/Paganella      | Italia   | GS         |
| 6 gennaio 2014   | Zinal                 | Svizzera | GS         |
| 9 gennaio 2015   | Melchsee-Frutt        | Svizzera | SL         |
| 7 dicembre 2018  | Lillehammer Kvitfjell | Norvegia | KB         |

Legenda:

GS = slalom gigante

SL = slalom speciale

KB = combinata

### Nor-Am Cup
- Miglior piazzamento in classifica generale: 56ª nel 2010
- 1 podio
  - 1 secondo posto

### Campionati francesi
- 14 medaglie[3]:
  - 3 ori (combinata[senza fonte] nel 2005; supercombinata nel 2011; discesa libera nel 2016)
  - 7 argenti (discesa libera, slalom gigante nel 2007; discesa libera, supergigante nel 2012; slalom gigante nel 2014; slalom speciale, combinata nel 2017)
  - 4 bronzi (slalom gigante nel 2006; slalom gigante nel 2011; slalom gigante nel 2012; slalom gigante nel 2016)